# Étagnières
Étagnières est une commune suisse du canton de Vaud, située dans le district du Gros-de-Vaud. 
Citée dès 1202, elle fait partie du district d'Échallens entre 1803 et 2007. La commune est peuplée de 1 147 habitants en 2022. Son territoire, d'une surface de 377 hectares, se situe dans la région du Gros-de-Vaud.
Etagnières accueille chaque année le festival Croc' the Rock.

## Toponymie
Le village tirerait l'origine de son nom du latin stagnum signifiant « étang ». En effet, la partie ouest de la commune se situe sur un sol argileux retenant facilement l'eau et il s'y trouve plusieurs étangs et marais. Néanmoins, Henri Jaccard rapporte une autre étymologie. Le nom de la commune viendrait de ès tanière, issu de l'ancien français tannière faisant allusion à un lieu rempli de terriers. La graphie du nom évolue avec le temps. Le village est pour la première fois mentionné en 1202 sous la forme Estanneres, puis Estaneres en 1290, Etanières en 1377, Ethagnires en 1403 et Estagnyeres en 1424.

## Histoire
La première mention du village date de 1202 sous le nom d'Étanneres, mais la région était déjà occupée depuis bien plus longtemps, comme en témoignent les forges et le cimetière de l'époque gallo-romaine découverts sur place. Au Moyen Âge, le village fait partie de la seigneurie d'Échallens et appartient aux comtes de Montbéliard avant d'être inclus dans le bailliage commun d'Orbe-Échallens et racheté par les villes de Berne et Fribourg en 1518. Après l'invasion bernoise de 1536, Étagnières n'accepte pas la Réforme protestante et devient une communauté mixte puis est presque totalement détruit dans un incendie en 1668. 
En 1966, lors d'une votation populaire, la population de la commune refuse la création d'une piste d'aérodrome censée remplacer celle de la Blécherette à Lausanne.

### Héraldique
| Blason de Étagnières | Blason  | De gueules à trois fasces ondées d'or, au corbeau de sable brochant. |
| Blason de Étagnières | Détails | Les émaux utilisés sont ceux des seigneurs de la maison de Chalon qui sont alors seigneurs de la région au XVe siècle. Les fasces font référence au nom du village. Par-dessus est ajouté le corbeau qui est le sobriquet des habitants du village. Les armoiries de la commune sont adoptées et approuvées par le canton de Vaud en 1928. |

## Géographie
Dans le détail en 2005, les aires industrielles et artisanales représentent 1,86 % du territoire communal, les maisons et bâtiments 5,84 %, les routes et infrastructures de transport 1,59 %, les zones agricoles 59,95 % et les zones arboricoles et viticoles moins de 1 %.
Jusqu'à sa dissolution, la commune faisait partie du district d'Échallens. Depuis le 1er septembre 2008, elle fait partie du nouveau district du Gros-de-Vaud. Elle a des frontières communes avec Bioley-Orjulaz, Assens, Morrens, Cheseaux-sur-Lausanne et Boussens.
Le territoire communal se trouve sur le plateau suisse, dans la région du Gros-de-Vaud. Le point culminant de la commune se trouve sur le versant ouest du Tremble avec une altitude de 670 mètres. Dans le nord, la frontière communale est marquée par la grande forêt du bois d'Orjulaz et confine, à son extrémité nord-ouest, au lieu-dit Grand-Marais. À l'est de la route cantonale, le sol, d'une faible perméabilité, est principalement composé de marnes et de grès, sous forme de conglomérats, avec, toutefois, une poche de graviers peu limoneux issus de dépôts fluvio-glaciaires au nord du lieu-dit Pantau. De l'autre côté de la route cantonale, la nature du sol est différente. Hormis deux poches aussi formées de marnes et de grès, le village repose sur un sol d'une perméabilité assez hétérogène fait de moraine. Plus à l'ouest, en direction de Boussens et de Bioley-Orjulaz, le sol est constitué d'une alternance de graviers, de sables, de silts, d'argiles et de tourbe issus de dépôts glacio-lacustres. La couche de couverture est principalement formée de tourbe sablo-graveleuse posée sur des alluvions.
En plus du village d'Étagnières, la commune compte plusieurs exploitations agricoles isolées.

### Hydrographie

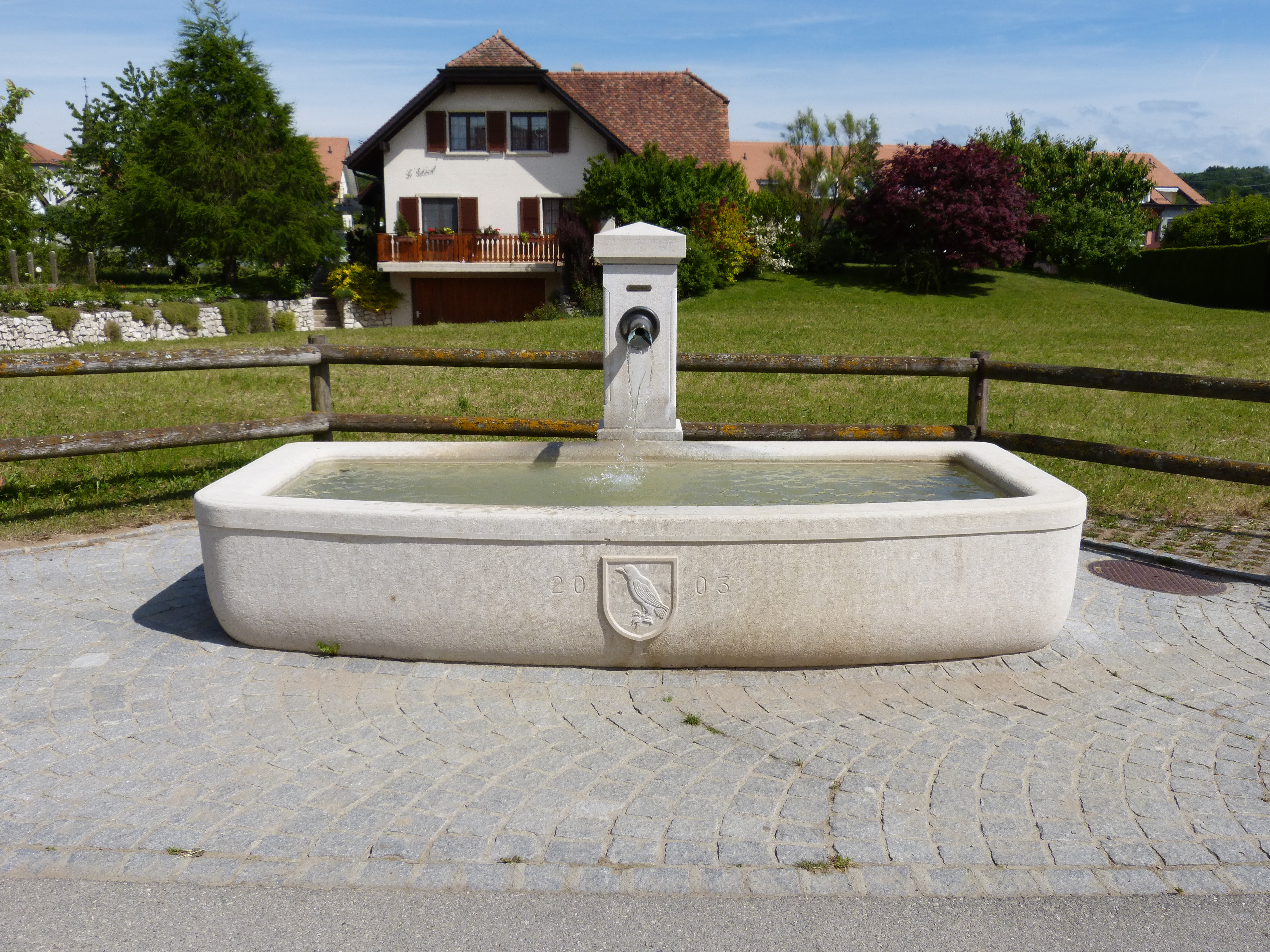
Fontaine dans le village d'Étagnières réalisée par Luc Chappuis.

Le territoire communal comporte 1 ha de surface improductive. Celles-ci comportent notamment divers cours et étendues d'eaux. Au nord, le Bullet marque la limite communale avec Assens. Celui-ci est rejoint par la Larmaz avant d'entrer entièrement sur le territoire communal, près des terrains de football, pour le quitter en entrant sur celui de Bioley-Orjulaz. Un peu plus à l'ouest, mais à la même hauteur, dans le Bois Neuf coule le Trési. Cette zone est très humide, la forêt ayant poussé sur d'ancien marécages rendant les surfaces non convertibles en terrains constructibles. Aussi, durant l'automne 2014, la commune a décidé de construire un étang artificiel à but pédagogique dans le Bois Neuf. Un budget de 165 000 CHF est alloué pour les travaux de réalisation et un trou est creusé. Le bassin se remplit naturellement avec les eaux du Trési auquel il est relié. L'étang du Bois Neuf est peuplé d'animaux et de végétaux de façon à permettre l'observation d'une grande partie de la biodiversité régionale. Toute cette partie du territoire communal se situe sur le bassin versant du Rhin.
A contrario, au sud du village, en direction de Boussens coule la Petite Chamberonne, qui est principalement canalisée sur la commune. Cette rivière appartient, quant à elle, au bassin du Rhône. La commune se situe donc sur la limite de partage des eaux entre ces deux bassins. D'est en ouest, cette limite arrive depuis Morrens et coupe le lieu-dit Pantau en son centre. Le village est coupé en deux, la partie sud-ouest étant dans le bassin de Rhône alors que la partie nord-est se situe dans le bassin du Rhin. La limite continue dans la même direction entre les lieux-dits La Louye côté Rhin et Montolly côté Rhône. Après cela, elle se poursuit dans le Bois Neuf et continue au-travers de Bioley-Orjulaz.

## Population

### Surnom
Les habitants de la commune sont surnommés les Corbeaux,.

### Démographie
Étagnières compte 1 147 habitants en 2022. Sa densité de population atteint 303 hab./km2.
En 2000, la population d'Étagnières est composée de 416 hommes (52 %) et 384 femmes (48 %). La langue la plus parlée est le français, avec 722 personnes (90,4 %). Les deuxièmes langues sont l'italien et le portugais, avec 19 personnes (2,4 %) pour chacune d'entre elles. La quatrième langue est l'allemand (18 ou 2,3 %). Il y a 656 personnes suisses (82,1 %) et 143 personnes étrangères (17,9 %). Sur le plan religieux, la communauté catholique est la plus importante avec 397 personnes (49,7 %), suivie des protestants (268 ou 33,5 %). 84 personnes (10,5 %) n'ont aucune appartenance religieuse.
La population d'Étagnières est de 298 habitants en 1850. Elle baisse à 258 personnes vingt ans plus tard, puis reste stable jusqu'en 1960. Le nombre d'habitants augmente très fortement depuis, puisqu'il est presque multiplié par quatre en 50 ans, jusqu'à 949 en 2010. Le graphique suivant résume l'évolution de la population d'Étagnières entre 1850 et 2014 :

## Politique
Lors des élections fédérales suisses de 2011, la commune a voté à 22,20 % pour l'Union démocratique du centre. Les deux partis suivants furent les Verts avec 14,39 % des suffrages et le Parti démocrate-chrétien avec 6,41 %.
Lors des élections cantonales au Grand Conseil de mars 2011, les habitants de la commune ont voté pour le Parti libéral-radical à 25,90 %, l'Alliance du centre à 21,70 %, le Parti socialiste à 18,10 %, les Verts à 17,56 % et l'Union démocratique du centre à 16,74 %.	
Sur le plan communal, Étagnières est dirigé par une municipalité formée de 5 membres et dirigée par un syndic pour l'exécutif et un Conseil communal, composé de 35 élus, dirigé par un président et secondé par un secrétaire pour le législatif.

## Économie
Jusque dans la seconde moitié du XXe siècle, l'économie locale était principalement tournée vers l'agriculture et l'élevage qui ne représentent aujourd'hui plus qu'une part marginale des emplois locaux. La commune s'est développée une première fois dans les années 1970 avec la création de zones industrielles accueillant de nombres entreprises, dont plusieurs garages, une entreprise de vente de pièces de rechange et une société fabriquant des machines agricoles. Dans ces dernières décennies, le village a connu une nouvelle phase de développement via des zones résidentielles occupées par des personnes travaillant principalement dans la région lausannoise ; cette transformation s'est accompagnée de la création de plusieurs sociétés locales, principalement de services.
La commune compte une boulangerie et trois restaurants.

## Éducation

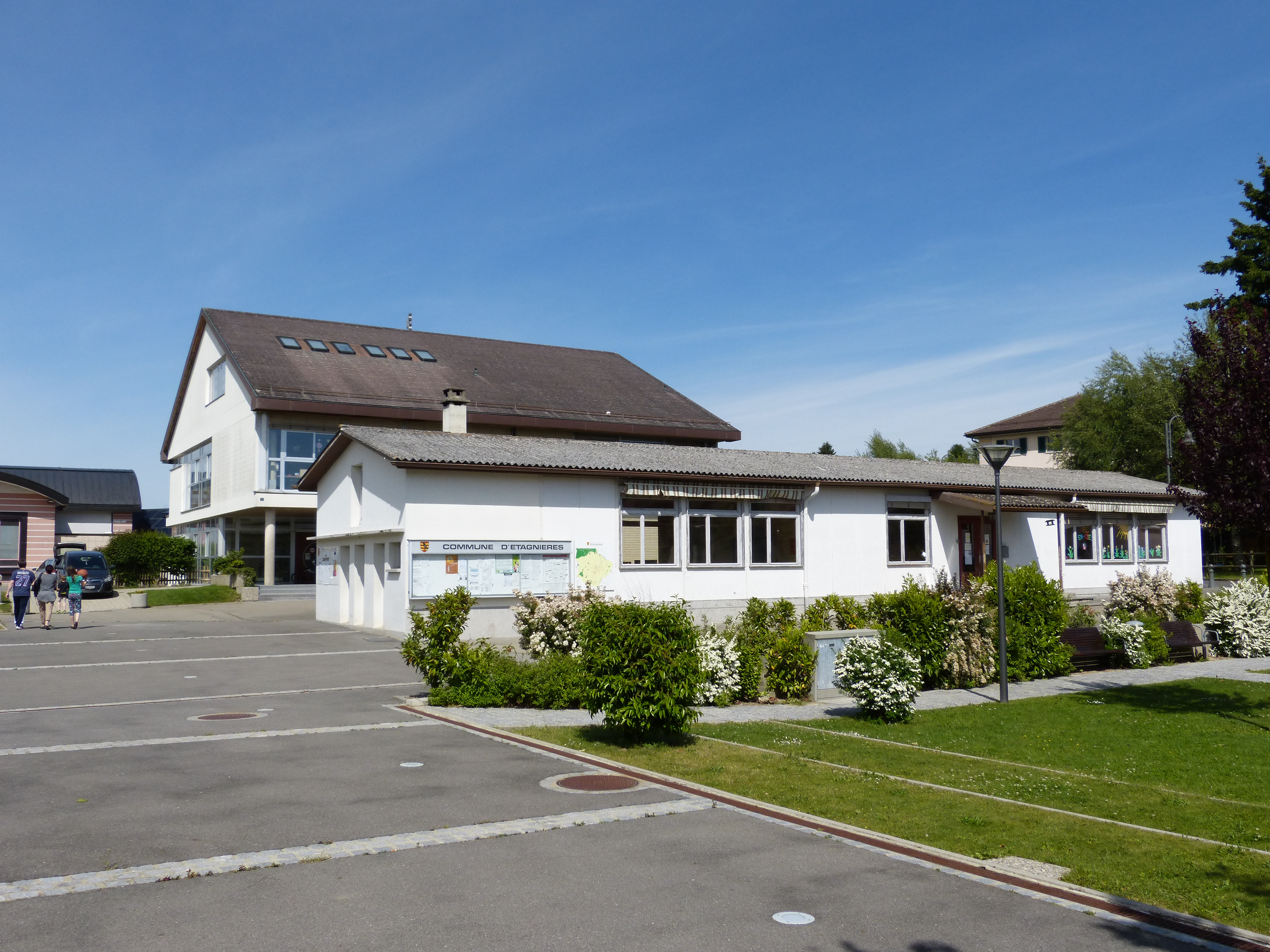
École primaire d'Étagnières. Le bâtiment au premier plan est détruit en janvier 2016.

La commune fait partie du regroupement scolaire de la région d'Échallens pour l'enseignement primaire et secondaire I, par l'intermédiaire de l'Association Scolaire Intercommunale de la Région d'Échallens (ASIRE). Les élèves du degré primaire sont scolarisés dans le village alors que ceux du secondaire I sont scolarisés au collège des Trois-Sapins à Échallens.

## Religion

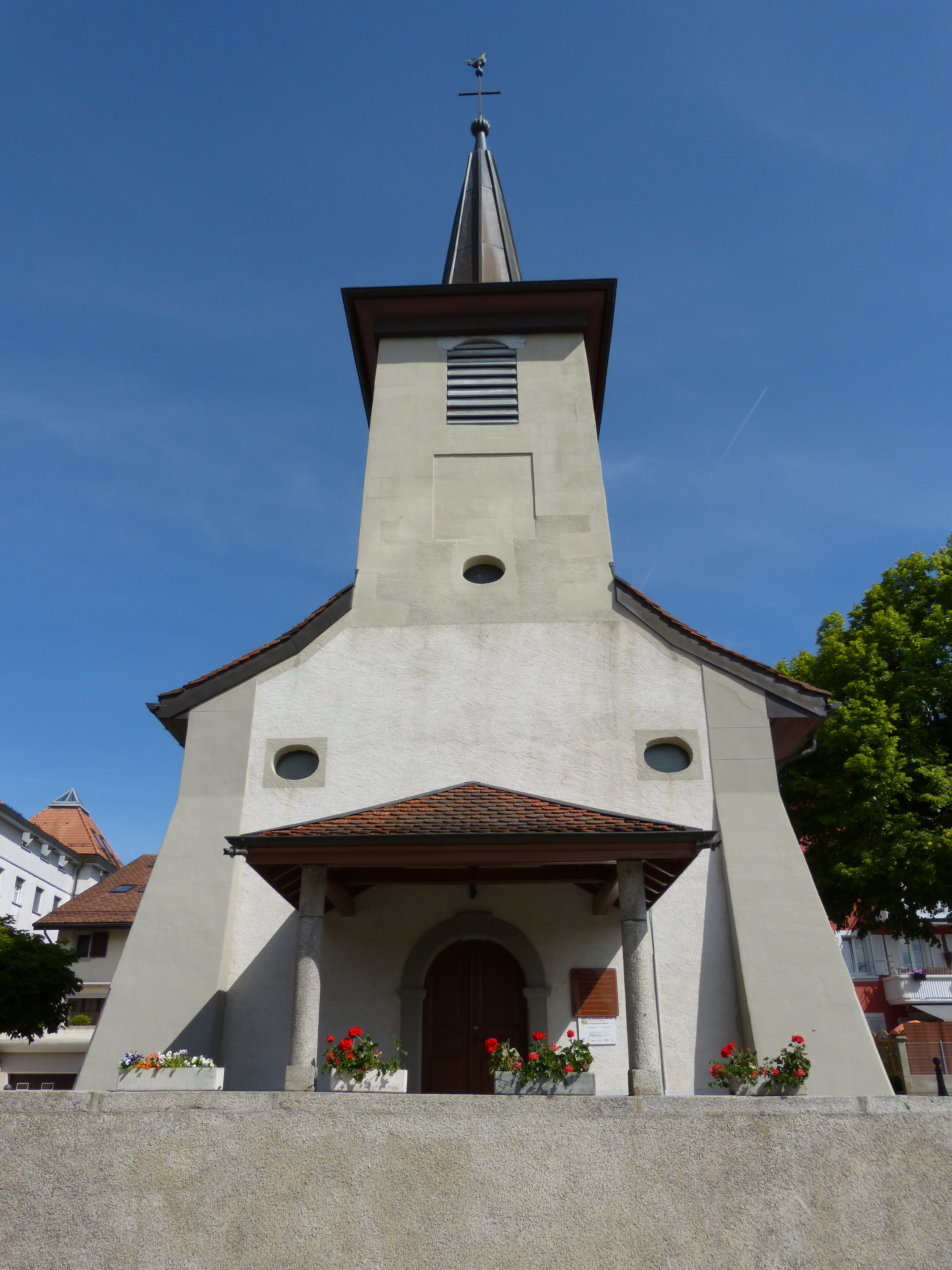
Entrée de la chapelle Saint-Laurent au centre du village.

La commune comporte une petite chapelle dédiée à saint Laurent. Elle est servie aussi bien par les membres de l'Église protestante que par ceux de l'Église catholique romaine. Elle est située sur le territoire de la paroisse réformée du Talent et celui de la paroisse catholique d'Assens. L'édifice est précédé d'un clocher-porche avec nef datant de 1768 ; le chœur est du XIIIe s. À l'intérieur, le maître-autel baroque de 1654 est l'œuvre des frères Reyff de Fribourg.

## Transports

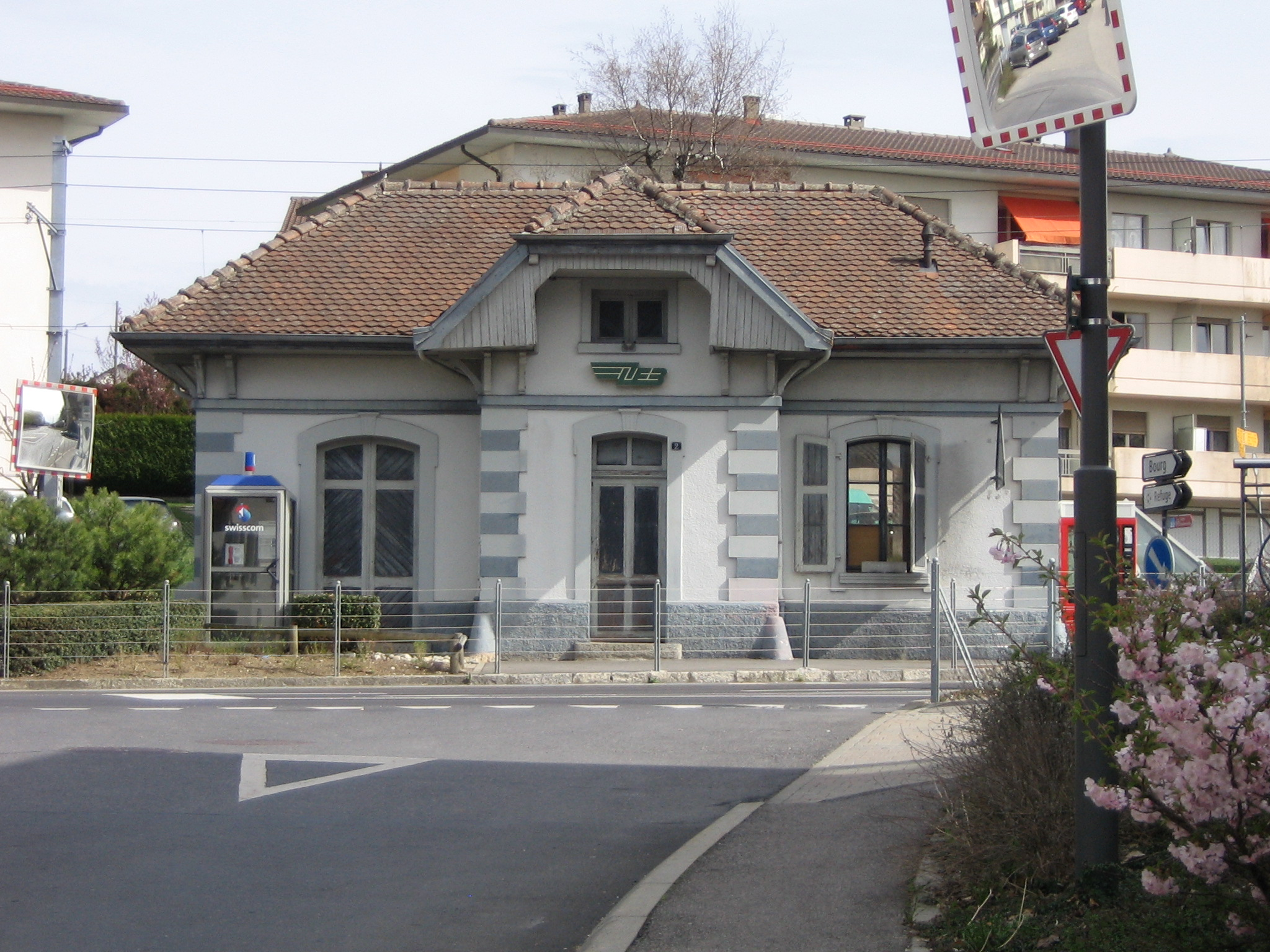
Station du chemin de fer régional d'Étagnières.

Étagnières fait partie de la communauté tarifaire vaudoise Mobilis. La commune est desservie par la ligne de train régionale du chemin de fer Lausanne-Échallens-Bercher. Deux stations se trouvent sur le territoire communal. La zone industrielle des Ripes est desservie par la halte du même nom. Quant au village, il est desservi par la halte d'Étagnières. La localité est aussi desservie par les bus sur appel Publicar, qui sont un service de CarPostal.

## Vie locale
La commune d'Étagnières compte plusieurs associations, parmi lesquelles un club de chemin de fer miniature, une société de jeunesse et un club d'aînés, de même que des clubs de pétanque, football, badminton, volley-ball et gymnastique.

## Sources
- Roger Bastian, Charles Kraege et al. (préf. Daniel Burnand, ill. Ketty et Alexandre Gisiger), Les communes vaudoises et leur armoiries : District d'Aigle, Avenches, Échallens, Lavaux, Moudon, Oron, Payerne, Pays-d'Enhaut et Vevey, t. 3, Chapelle-sur-Moudon, Ketty & Alexandre, 1995 (ISBN 2-88114-037-8), « District d'Échallens », p. 71